# Alisport Silent
Dimensions
Le Silent est un planeur ultra-léger monoplace italien, construit par la société Alisport. Dans ses versions ULM (à décollage autonome), il est équipé d'un moteur thermique (deux temps) ou électrique.  

## Origine
En 1988 la Fédération aéronautique internationale (FAI) lança le programme « Classe Mondiale », destiné à produire un appareil unique pour mettre tous les pilotes sur le même pied d’égalité, mais aussi un appareil peu coûteux et facile à piloter, donc propice au développement du vol à voile mondial. 
C’est pour ce programme que Walter Mauri, constructeur de deltaplanes désireux de passer au vol à voile mais dans une gamme économique et d’utilisation facile, a développé en 1992 le Dream, un planeur ultra léger qui ne donna pas franchement les résultats escomptés. La FAI a choisi le PZL PW-5, mais Walter Mauri persista. Un second prototype fut nettement plus satisfaisant et intéressa une société italienne de produits plastiques dont la section vélivole côtoyait Walter Mauri. La société Alisport naquit donc pour produire des mini-planeurs et développa une famille de planeurs ultra-légers utilisant tous le même fuselage.

## Les versions
- Silent : Planeur ultra-léger, pouvant être remorqué par un ULM pendulaire, dont le premier vol remonte au 8 décembre 1994. Monoplace réalisé en carbone et kevlar, c'est un monoplan à aile médiane et train monotrace fixe avec empennages en T. Désigné successivement Silent, puis Silent UL et Silent Club depuis 2003, il est commercialisé sous forme de kit aux États-Unis.
- Silent OP : Ce modèle peut recevoir au-dessus du fuselage un moteur Koenig de 28 ch fixe mais démontable, ce qui permet soit une utilisation en motoplaneur soit simplement en convoyage, le moteur étant ensuite démonté pour utilisation en planeur pur. Apparu en décembre 1996, un seul exemplaire fut construit, ouvrant la voie au Silent IN.
- Silent IN : Version motoplaneur avec moteur escamotable deux temps Zanzottera MZ35i de 28 ch entraînant une hélice bipale, remplacé en série par un moteur monocylindre Alisport A300efi de 28 ch. Vendu 35 250 € départ Cremella fin 2003, il était aussi commercialisé à la même époque sous forme de kit (250 à 300 heures de travail) aux États-Unis.
- Silent AE1 : Développé en partenariat avec la société allemande AirEnergy, c’est un motoplaneur expérimental à moteur électrique de 13 kW. Premier vol en août 1997.
- Silent 2 : Nouvelle version, dont le prototype (fuselage n° 50) a été présenté en janvier 2003 au congrès annuel de la SSA aux États-Unis, le premier vol ayant eu lieu le 9 avril 2003. Nouvelle voilure elliptique en fibre de carbone, pouvant être rétrofitée sur les anciens fuselages. L'envergure passant à 13 m, l'allongement atteint 19,2 pour une surface réduite à 8,8 m2. Légères modifications du fuselage (suppression de la roulette avant, agrandissement de l’habitacle...), motorisation identique à celle du Silent IN. Ce modèle était vendu complet 39 450 € départ Cremella fin 2003, ou 19 410 € en kit, sans moteur.
- Silent 2 Targa : Modèle apparu en 2006, reconnaissable à son train d'atterrissage escamotable et ses winglets verticaux. La voilure passant à 13,3 m, la finesse atteint le chiffre record de 40. Disponible notamment en kit.
- Silent 2 Electro : Premier vol du prototype en 2011; le modèle de série reprend la formule aérodynamique du Silent 2 Targa, avec une motorisation innovante. Le moteur électrique disposé dans le nez du planeur, entraîne une hélice de 1 m de diamètre, dont les pales se replient le long du fuselage lors de l'arrêt du moteur.
- Sol.Ex :  planeur Solaire Experimental conçu par Jean-Baptiste Loiselet, fondateur de la société Innova Vis et initiateur du projet Des ailes pour la Planète ; présenté en 2019[1], le Sol.Ex est basé sur le Silent 2 Electro[2] et dispose de panneaux solaires sur l'extrados des ailes qui assurent la recharge des batteries et le rendent complètement autonome. À l'été 2022, il réalise ses premiers vols et effectue un tour de France en autonome[3].

## Les évolutions
- 2013 : La FAI remplace la "classe mondiale" par une "classe 13,50 m", dont la principale caractéristique est l'envergure des planeurs limitée à 13,50m

Les Silent correspondent à cette définition. Afin d'y coller au plus près, de nouveaux winglets sont mis au point, portant l'envergure à 13,50m !